# Saltia acrophylax
Saltia acrophylax là một loài bướm đêm trong họ Noctuidae.